# Листрозавры
Листрозавры (лат. Lystrosaurus) — род дицинодонтов из семейства листрозаврид (Lystrosauridae), живших во время нижнетриасовой эпохи. Листрозавры были среди немногих дицинодонтов, выживших во время пермского вымирания.

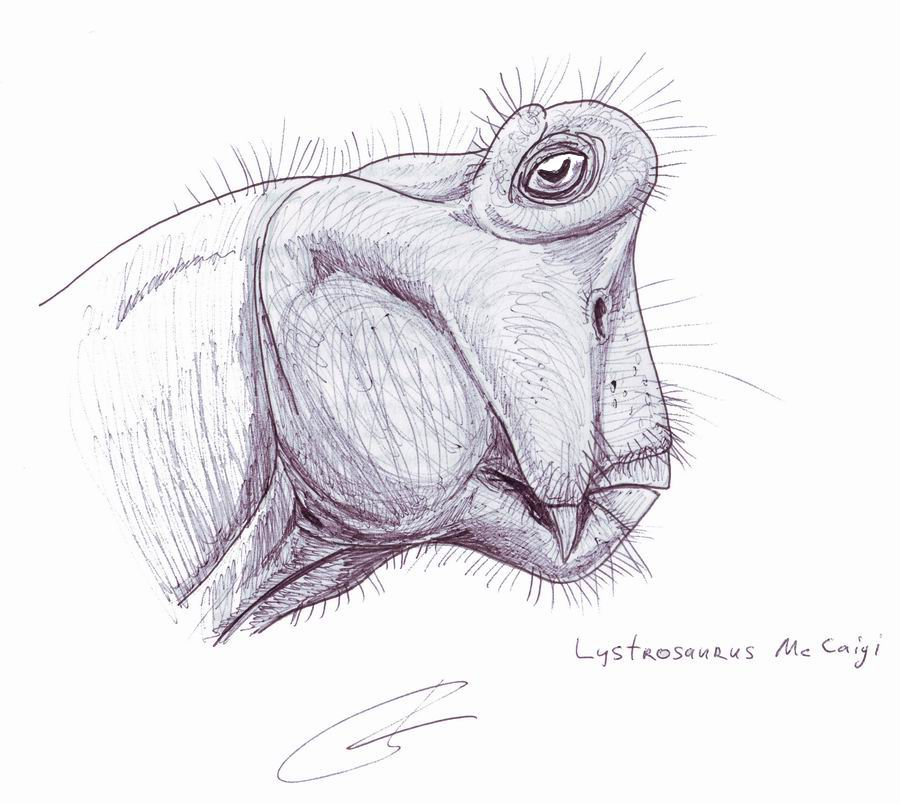
Lystrosaurus mccaigi

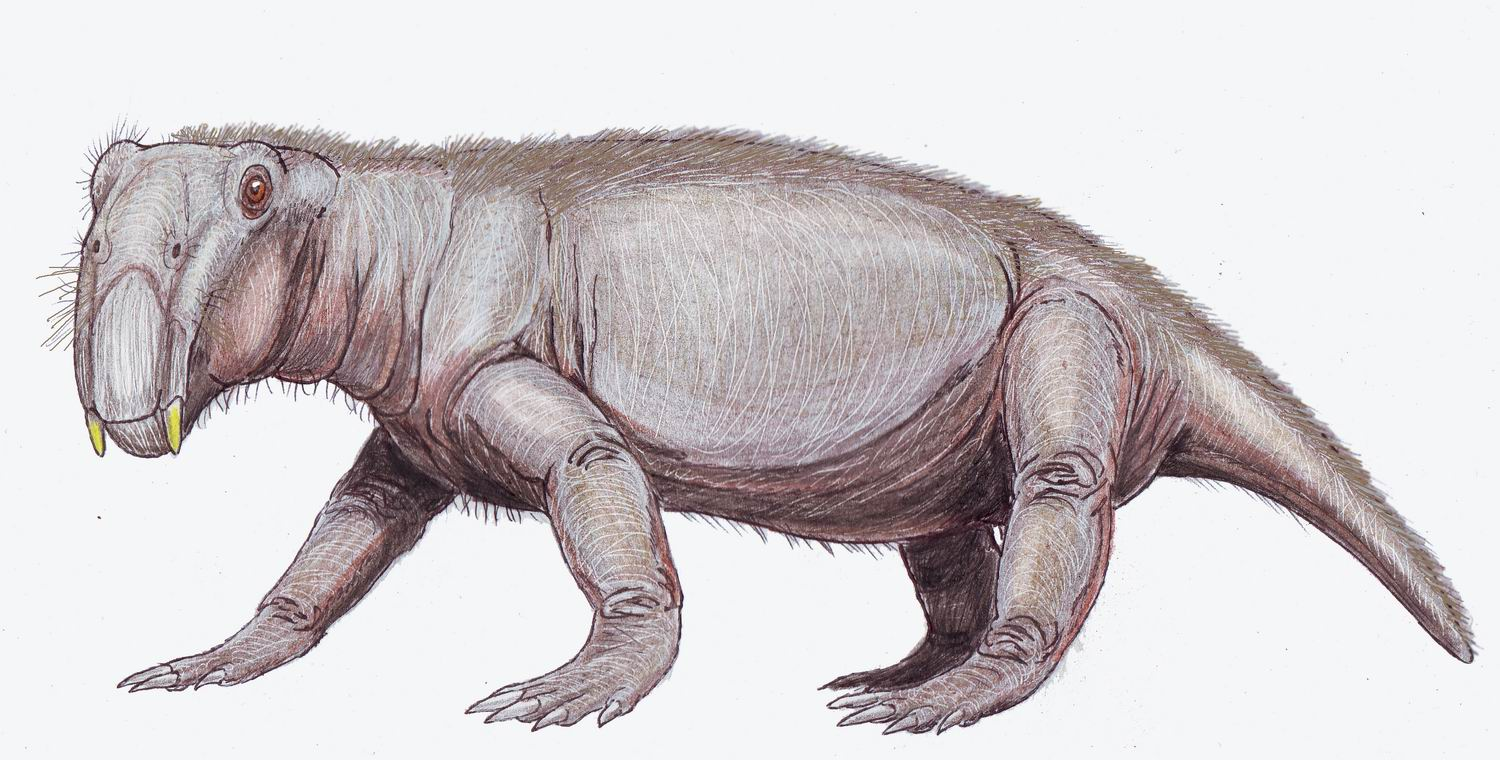
Lystrosaurus georgi — нижний триас Поволжья

## Этимология
Название рода дано по форме черепа и происходит от двух основ: др.-греч. λίστρον — «лопата» и σαῦρος — «ящер».

## Описание
От других дицинодонтов их отличает высокий укороченный череп с вынесенными наверх ноздрями и глазами. Длина черепа у разных видов от 12 до 40 см, длина тела могла достигать 2 м. Как и у многих других дицинодонтов, у листрозавров из всех зубов сохранились лишь два верхних клыка. Челюсти, вероятно, были одеты роговым клювом. Ноги короткие и массивные.
Листрозавров долгое время считали полуводными животными, вроде гиппопотамов. Сейчас предполагают[уточнить], что они жили в полупустынях нижнего триаса и выкапывали пищу (возможно, корни растений) из земли с помощью клыков.
После пермского вымирания продолжительность жизни листрозавров сократилась с 13 до 2—3 лет, размеры уменьшились до размеров средней собаки, листрозавры стали размножаться в более раннем возрасте.
Листрозавры — возможные предки крупных триасовых дицинодонтов — каннемейерий.
Изучение колец в бивнях антарктических листрозавров показало, что они могли впадать в спячку в холодное или тёмное время года.

## Ареал
Впервые остатки листрозавров были найдены в Южной Африке в 50-х годах XIX века. В настоящее время известно, что они населяли в самом начале триаса всю Пангею. Они были доминирующими растительноядными той эпохи, дав своё имя первой зоне эпохи нижнего триаса (зона Lystrosaurus). Их кости обнаружены в Антарктике и на севере России, а также в Китае и Индии.

## Классификация
По данным сайта Paleobiology Database, на ноябрь 2019 года в род включают 12 вымерших видов:
- Lystrosaurus broomi Young, 1939
- Lystrosaurus curvatus Owen, 1876
- Lystrosaurus declivis Brink, 1951
- Lystrosaurus georgi Kalandadze, 1975
- Lystrosaurus hedini Young, 1935
- Lystrosaurus maccaigi Seeley, 1898
- Lystrosaurus murrayi Huxley, 1859
- Lystrosaurus platyceps Seeley, 1898
- Lystrosaurus robustus Sun, 1973
- Lystrosaurus shichanggouensis Cheng, 1986
- Lystrosaurus youngi Sun, 1964
- Lystrosaurus maccaigi Seeley, 1898

Ещё несколько биноменов включены в род в статусе nomen dubium: Dicynodon seeleyi Broili, 1908, Lystrosaurus weidenreichi Young, 1939, Prolystrosaurus strigops Broom, 1913.

## В культуре
Листрозавры представлены в последней серии телепроекта ВВС «Прогулки с монстрами» (2005).